# Чакалня
Чакалнята е специално помещение, най-често на автобусни, железопътни и аерогари, където пътниците изчакват отлитащи или пристигащи превозни средства – автобуси, влакове или самолети. Обикновено това са огромни зали, където хората могат да стоят прави или седнали. Чакални може да има и пред лекарски и зъболекарски кабинети, но те обикновено са по-малки. Освен столове, чакалните може да са снабдени с автомати за стоки, щандове за вестници и списания, както и тоалетни.
Някои филми, като например Терминалът с Том Ханкс, са заснети почти изцяло в такива чакални.